# Kamieńczyce (przystanek kolejowy)
Kamieńczyce – przystanek kolejowy w Jaksicach, w województwie małopolskim, w Polsce. Na stacji zatrzymują się pociągi osobowe do Kielc i Krakowa.

## Ruch pasażerski[1]
| Rok  | Wymiana pasażerska na dobę |
| ---- | -------------------------- |
| 2017 | 100-149                    |
| 2018 | 100-149                    |
| 2019 | 100-149                    |
| 2020 | 50-99                      |
| 2021 | 50-99                      |
| 2022 | 100-149                    |
| 2023 | 100-149                    |